# Ляскі (Мальборський повіт)
Ляскі (пол. Laski, нім. Leske) — село в Польщі, у гміні Новий Став Мальборського повіту Поморського воєводства.
Населення — 138 осіб (2011).
У 1975-1998 роках село належало до Ельблонзького воєводства.

## Демографія
Демографічна структура станом на 31 березня 2011 року:
|          | Загалом | Допрацездатний вік | Працездатний вік | Постпрацездатний вік |
| -------- | ------- | ------------------ | ---------------- | -------------------- |
| Чоловіки | 69      | 13                 | 51               | 5                    |
| Жінки    | 69      | 20                 | 37               | 12                   |
| Разом    | 138     | 33                 | 88               | 17                   |